# Montaldo di Mondovì
Montaldo di Mondovì – miejscowość i gmina we Włoszech, w regionie Piemont, w prowincji Cuneo.
Według danych na rok 2004 gminę zamieszkiwały 592 osoby, 25,7 os./km².